# Danny Sullivan
Daniel John Sullivan III, detto Danny (Louisville, 9 marzo 1950), è un pilota automobilistico statunitense.

## Biografia
Ex meccanico di Jackie Stewart, esordì in Formula 1 nel 1983 con la Tyrrell classificandosi diciassettesimo. Nel 1984 è tornato negli Stati Uniti dove ha corso nel campionato CART vincendo la 500 Miglia di Indianapolis nel 1985 e il campionato stesso nel 1988.
Divenne in seguito un commentatore sportivo per ABC ed ESPN. Prestò la sua immagine al videogioco Danny Sullivan's Indy Heat.
Nel 1986 ha recitato in un episodio della serie televisiva Miami Vice.

## Risultati in Formula 1
| 1983 | Scuderia | Vettura   |    |   |     |     |   |    |     |    |    |    |     |     |     |     |   |  |  | Punti | Pos. |
| ---- | -------- | --------- | -- | - | --- | --- | - | -- | --- | -- | -- | -- | --- | --- | --- | --- | - |  |  | ----- | ---- |
| 1983 | Tyrrell  | 011 e 012 | 11 | 8 | Rit | Rit | 5 | 12 | Rit | SQ | 14 | 12 | Rit | Rit | Rit | Rit | 7 |  |  | 2     | 17º  |

| Legenda | 1º posto     | 2º posto | 3º posto    | A punti         | Senza punti/Non class.  | Grassetto – Pole position Corsivo – Giro più veloce |
| Legenda | Squalificato | Ritirato | Non partito | Non qualificato | Solo prove/Terzo pilota | Grassetto – Pole position Corsivo – Giro più veloce |